# Kaduceusz

kaduceusz, grafika wektorowa

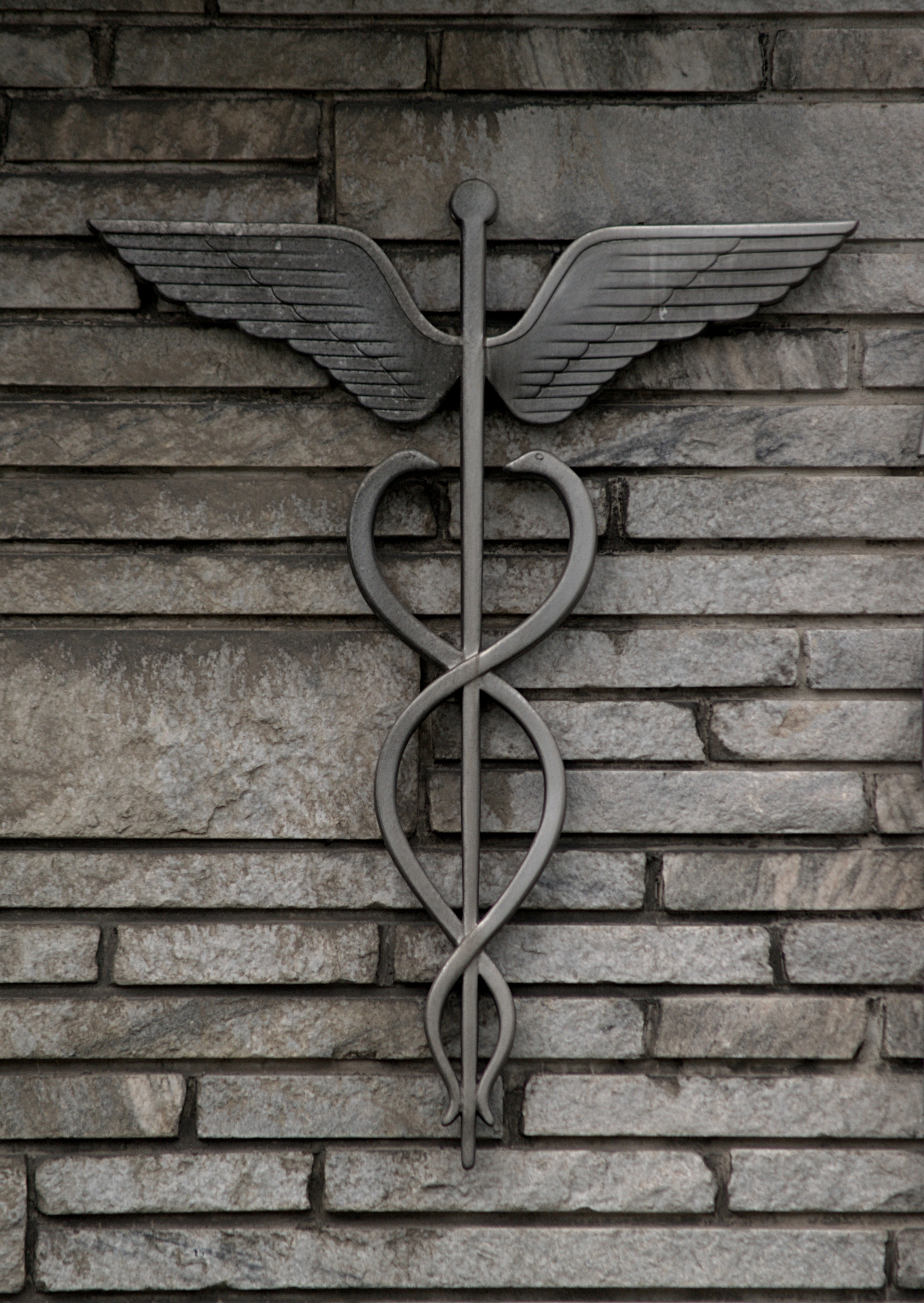
kaduceusz, metaloplastyka

Kaduceusz (łac. caduceus „laska heroldów”), kerykejon (gr. κηρύκειον kērýkeion), oba od gr. κῆρυξ  (kēryks „herold”) – symboliczna laska.

## Symbolika
Stanowi symbol (znak) pokoju i handlu. W sztuce przedstawiana jest zwykle w formie prostego kija (pierwotnie z drewna oliwnego lub laurowego) z dwoma oplatającymi go wężami, które pochylają ku sobie łby (symbolizują mądrość, równowagę sił). Niekiedy bywa zakończona parą skrzydeł lub ozdobiona wieńcem, przewiązana wstążkami.
Czasem jest błędnie używana jako symbol medycyny, zwłaszcza w Stanach Zjednoczonych, z powodu mylenia jej z tradycyjnym symbolem medycyny, jakim jest laska Asklepiosa.
Pojawia się również w 7 scenie II aktu Wesela Stanisława Wyspiańskiego jako laska błazna, wręczona Dziennikarzowi przez Stańczyka.

## Kaduceusz w mitologii
W starożytnej Grecji kaduceusz był oznaką nietykalności keryksa i służyła do uśmierzania sporów. Według mitologii greckiej i rzymskiej należała do atrybutów boskich posłańców: boga Hermesa (Merkurego) i bogini Iris.

Od razu się wszystko wydało i Hermes, aby przebłagać rozgniewanego brata, ofiarował mu cytrę ze skorupy żółwia. Apollo tak się ucieszył, że dał mu w zamian laseczkę z leszczyny, która miała cudowną właściwość uśmierzania sporów i godzenia nieprzyjaciół. Gdy ją Hermes rzucił między dwa walczące ze sobą węże, one natychmiast przestały się gryźć i zgodnie oplotły się dokoła laski, nachylając ku sobie głowy. Tak powstał kaduceusz, z którym Hermes nigdy się nie rozstawał [...].

## Wykorzystanie w heraldyce
Kaduceusz znajduje się na herbie Ekwadoru oraz herbie wenezuelskiego stanu Bolívar. W polskiej heraldyce symbol ten użyty został w dawnym herbie Rzeszowa, herbie Marek oraz herbie gminy Nur. Jest to również symbol często używany w heraldyce ukraińskiej i rosyjskiej, m.in. w herbach Charkowa i obwodu charkowskiego, Armawiru, Ułan Ude, Nowozybkowa, Zielenodolska.

Herb Ekwadoru
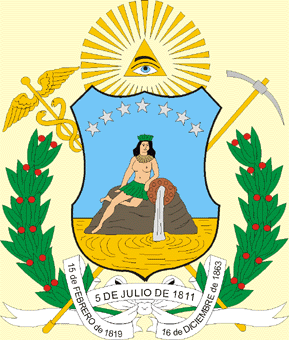
Herb stanu Bolívar
Herb Marek
Herb gminy Nur
Herb Rzeszowa w latach 1788–1945
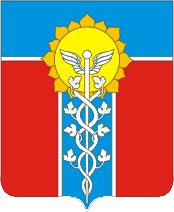
Herb Armawiru
Herb Charkowa
Herb obwodu charkowskiego
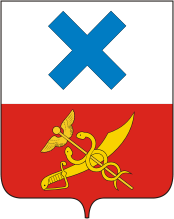
Herb Irbitu
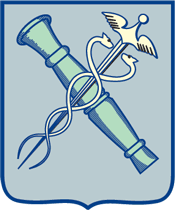
Herb Nowozybkowa
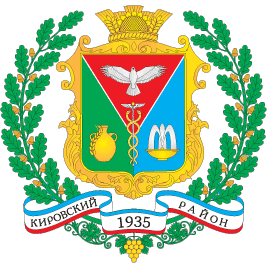
Herb rejonu kirowskiego
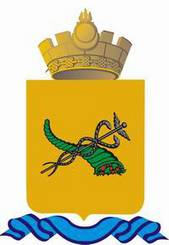
Herb Ułan Ude
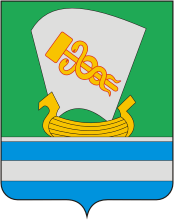
Herb Zielenodolska
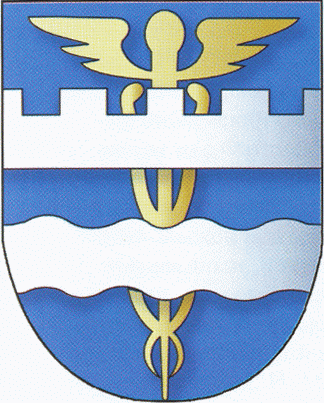
Herb Horodzieja
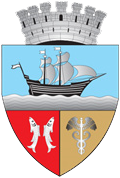
Herb Gałacza